# Circuito de Baloncesto de la Costa del Pacífico 2016
La Temporada 2016 del CIBACOPA fue la decimosexta edición del Circuito de Baloncesto de la Costa del Pacífico. El torneo comenzó el 9 de marzo de 2016 y contó con diez equipos de los estados de Sonora y Sinaloa, además de la representación del bicampeón, Tijuana Zonkeys de Baja California.

## Campeón de Liga
El Campeonato del Circuito de Baloncesto de la Costa del Pacífico lo obtuvieron los Náuticos de Mazatlán, los cuales derrotaron en la Serie Final a los Rayos de Hermosillo por 4 juegos a 2, coronándose el equipo mazatleco en calidad de visitante en el propio Gimnasio del Estado de Sonora de Hermosillo, Sonora.

## Equipos participantes
Temporada 2016
| Circuito de Baloncesto de la Costa del Pacífico 2016 |                          |                                         |           |
| Equipo                                               | Ciudad                   | Pabellón                                | Capacidad |
| Caballeros de Culiacán                               | Culiacán, Sinaloa        | Polideportivo Juan S Millán             | 2,000     |
| Frayles de Guasave                                   | Guasave, Sinaloa         | Gimnasio "Luis Estrada Medina"          | 2,000     |
| Fuerza Guinda de Nogales                             | Nogales, Sonora          | Gimnasio "Carlos Hernández Carrera"     | 2,000     |
| Garra Cañera de Navolato                             | Navolato, Sinaloa        | Gimnasio "Briseida Acosta Balarezo"     | 1,200     |
| Halcones de Ciudad Obregón                           | Ciudad Obregón, Sonora   | Gimnasio "Manuel Lira García"           | 3,000     |
| Náuticos de Mazatlán                                 | Mazatlán, Sinaloa        | Centro de Usos Múltiples de Mazatlán    | 8,000     |
| Ostioneros de Guaymas                                | Guaymas, Sonora          | Gimnasio Municipal de Guaymas           | 1,200     |
| Pioneros de Los Mochis                               | Los Mochis, Sinaloa      | Auditorio "Benito Juárez"               | 1,800     |
| Rayos de Hermosillo                                  | Hermosillo, Sonora       | Gimnasio del Estado de Sonora           | 3,500     |
| Tijuana Zonkeys                                      | Tijuana, Baja California | Auditorio Fausto Gutiérrez Moreno       | 4,888     |
| Vaqueros de Agua Prieta                              | Agua Prieta, Sonora      | Gimnasio Municipal “Guty González Bass” | 1,500     |

## Tabla de posiciones
- Actualizadas las clasificaciones al 4 de junio de 2016. [4]

JJ = Juegos Jugados, JG = Juegos Ganados, JP = Juegos Perdidos, Pts. = Puntos Acumulados Totales
| Clasificado a los playoffs |

| Eliminado de los playoffs |

| Clasificación General |                            |    |    |    |      |
| Posición              | Equipo                     | JJ | JG | JP | Pts. |
| 1                     | Rayos de Hermosillo        | 44 | 31 | 13 | 20.0 |
| 2                     | Náuticos de Mazatlán       | 44 | 27 | 17 | 15.0 |
| 3                     | Ostioneros de Guaymas      | 44 | 26 | 18 | 14.0 |
| 4                     | Tijuana Zonkeys            | 44 | 22 | 22 | 13.5 |
| 5                     | Caballeros de Culiacán     | 44 | 25 | 19 | 13.0 |
| 6                     | Vaqueros de Agua Prieta    | 44 | 23 | 21 | 12.5 |
| 7                     | Halcones de Ciudad Obregón | 44 | 18 | 26 | 9.5  |
| 8                     | Pioneros de Los Mochis     | 44 | 18 | 26 | 9.5  |
| 9                     | Frayles de Guasave         | 42 | 20 | 22 | 9.5  |
| 10                    | Fuerza Guinda de Nogales   | 42 | 14 | 28 | 7.5  |
| 11                    | Garra Cañera de Navolato   | 42 | 15 | 27 | 7.0  |

## Playoffs
|  | Cuartos de final | Cuartos de final | Cuartos de final |            |   | Semifinales | Semifinales | Semifinales |  |   | Final           | Final | Final |  |
|  |                  |                  |                  |            |   |             |             |             |  |   | 3 - 12 de julio |       |       |  |
|  |                  |                  |                  |            |   |             |             |             |  |   |                 |       |       |  |
|  |                  |                  |                  |            |   |             |             |             |  |   |                 |       |       |  |
|  | 1                | Rayos            | 4                |            |   |             |             |             |  |   |                 |       |       |  |
|  | 1                | Rayos            | 4                |            |   |             |             |             |  |   |                 |       |       |  |
|  | 8                | Pioneros         | 1                |            |   |             |             |             |  |   |                 |       |       |  |
|  | 8                | Pioneros         | 1                |            | 1 | Rayos       | 4           |             |  |   |                 |       |       |  |
|  |                  |                  |                  |            | 1 | Rayos       | 4           |             |  |   |                 |       |       |  |
|  |                  |                  | 4                | Zonkeys    | 2 |             |             |             |  |   |                 |       |       |  |
|  | 4                | Zonkeys          | 4                | Zonkeys    | 2 | 4           |             |             |  |   |                 |       |       |  |
|  | 4                | Zonkeys          |                  |            |   |             |             |             |  |   |                 |       |       |  |
|  | 5                | Caballeros       | 2                |            |   |             |             |             |  |   |                 |       |       |  |
|  | 5                | Caballeros       | 2                |            |   |             |             |             |  | 1 | Rayos           | 2     |       |  |
|  |                  |                  |                  |            |   |             |             |             |  | 1 | Rayos           | 2     |       |  |
|  |                  |                  | 2                | Náuticos   | 4 |             |             |             |  |   |                 |       |       |  |
|  | 2                | Náuticos         | 2                | Náuticos   | 4 | 4           |             |             |  |   |                 |       |       |  |
|  | 2                | Náuticos         |                  |            |   |             |             |             |  |   |                 |       |       |  |
|  | 7                | Halcones         | 0                |            |   |             |             |             |  |   |                 |       |       |  |
|  | 7                | Halcones         | 0                |            | 2 | Náuticos    | 4           |             |  |   |                 |       |       |  |
|  |                  |                  |                  |            | 2 | Náuticos    | 4           |             |  |   |                 |       |       |  |
|  |                  |                  | 3                | Ostioneros | 1 |             |             |             |  |   |                 |       |       |  |
|  | 3                | Ostioneros       | 3                | Ostioneros | 1 | 4           |             |             |  |   |                 |       |       |  |
|  | 3                | Ostioneros       |                  |            |   |             |             |             |  |   |                 |       |       |  |
|  | 6                | Vaqueros         | 2                |            |   |             |             |             |  |   |                 |       |       |  |
|  | 6                | Vaqueros         | 2                |            |   |             |             |             |  |   |                 |       |       |  |
|  |                  |                  |                  |            |   |             |             |             |  |   |                 |       |       |  |

### Final
| Fecha                        | Hora  | Equipo local         | Resultado | Equipo visitante     |
| ---------------------------- | ----- | -------------------- | --------- | -------------------- |
| 3 de julio de 2016           | 18:20 | Rayos de Hermosillo  | 90 - 72   | Náuticos de Mazatlán |
| 4 de julio de 2016           | 20:20 | Rayos de Hermosillo  | 86 - 85   | Náuticos de Mazatlán |
| 7 de julio de 2016           | 20:15 | Náuticos de Mazatlán | 112 - 104 | Rayos de Hermosillo  |
| 8 de julio de 2016           | 20:15 | Náuticos de Mazatlán | 107 - 104 | Rayos de Hermosillo  |
| 9 de julio de 2016           | 20:15 | Náuticos de Mazatlán | 102 - 82  | Rayos de Hermosillo  |
| 12 de julio de 2016          | 20:20 | Rayos de Hermosillo  | 80 - 94   | Náuticos de Mazatlán |
| Náuticos gana la serie 4 - 2 |       |                      |           |                      |

## Líderes individuales
| Categoría   | Jugador                                  | Promedio | % |
| ----------- | ---------------------------------------- | -------- | - |
| Puntos      | Steven Pledger (Vaqueros de Agua Prieta) | 24.4     | * |
| Rebotes     | Leon Gibson (Pioneros de Los Mochis)     | 11.6     | * |
| Asistencias | Curtis Stinson (Náuticos de Mazatlán)    | 5.7      | * |